# 何承天 (1938年)
何承天，SBS，OBE，JP（1938年12月2日—），香港建築師、規劃師和園境師，並在1987年至1999年間任香港立法局、臨時立法會和香港立法會議員（建築、測量及都市規劃界）。他為自由黨創黨成員之一。他曾任上海市同濟大學及湖南省岳陽大學的顧問教授。

## 背景
何承天早年分別在位於香港島銅鑼灣霎東街利舞台旁邊的舊樓及希雲街的住宅成長，有一姊一弟（胞弟曾擔任東南廣告公司董事），父親何少庵任職《華僑日報》秘書。何承天曾就讀聖保祿學校（幼稚園部）、聖保祿學校（小學部、小一至小三）、跑馬地禮頓道郇光學校（小四至小五），讀至小六年級（第八班）時轉到聖若瑟小學上學，且在1951年成為259名升中優異生當中，其中一名可獲政府支付全額學費的小六畢業生。後來在1951年至1958年間就讀聖若瑟書院，並在香港大學建築學系畢業（1958年至1963年，及格成績）。他於1957年英文中學會考中考獲英文、英國文學、地理以及歷史科「優」等，中文、聖經、數學以及物理科「良」等成績。
1969年，何承天加入於王董建築師事務所工作至2015年退休為止，並曾為該事務所的主席。自其最後作品：深灣9號項目完工後即告退休。退休前，何承天曾任衞奕信勳爵文物信託理事會主席（1993年2月11日至2003年3月31日）、香港建築師學會會長、房委會建築小組主席和香港工業邨公司董事局主席，由2005年起擔任古物諮詢委員會主席。

## 個人生活
何承天的妻子郤丹華為一名美容指導，其妻舅為美靈廣告公司駐台灣代表。1967年12月15日，何承天與其胞弟一同舉行婚禮。

## 立法會投票記錄

### 贊成廢除兩個民選市政局
贊成 → 又名：（廢除兩個民選市政局草案），《提供市政服務（重組）條例草案》投票記錄在第176頁（页面存档备份，存于）
- 全面民選區域市政局 (香港)
- 全面民選市政局 (香港)

## 外部連結
- 前立法會議員何承天